# Mangyongbong Sports Club
Le Man'gyŏngbong Sports Club (en coréen : 만경봉체육단) est un club de football basé en Corée du Nord. Le club évolue en championnat de Corée du Nord de football, le rang le plus haut dans ce pays. Le stade de Man'gyŏngbong, qui peut accueillir plus de 2 000 personnes, est leur stade à domicile.
Les installations d’entraînement du club ont été améliorées en novembre 2013, y compris l’installation de la pelouse artificielle répondant aux normes de la FIFA sur le terrain d’entraînement. Lorsque les travaux ont été achevés, ils ont été inspectés par Kim Jong-un.